# Curt-Frenzel-Stadion
Das Curt-Frenzel-Stadion ist eine Eissporthalle in der bayerischen Stadt Augsburg, Schwaben, in der der Eishockey-Club der Augsburger Panther (DEL) seine Heimspiele austrägt. Abgekürzt wird die Anlage von den Fans häufig nur CFS genannt. Seit 1971 trägt sie den Namen von Curt Frenzel. Er war Verleger der Augsburger Allgemeinen Zeitung, langjähriger Vorsitzender des Augsburger Eislaufvereins und Förderer der Eishockeysports in Augsburg.

## Beschreibung
Der Betreiber des Eisstadions ist die Stadt Augsburg. Das Stadion war lange Zeit das einzige Stadion des professionellen Eishockeysports in Deutschland, das nicht geschlossen war. Seit der DEL-Saison 2013/14 ist das Curt-Frenzel-Stadion den Anforderungen entsprechend zur Halle geschlossen. Neben der Arena befindet sich eine zweite, nicht überdachte Eisfläche, die im Zuge der Umbauarbeiten jedoch nicht genutzt werden kann. Geplant ist jedoch, auch diese Bahn bis 2016 zu überdachen. Die Eisbahn 1 (Halle) ist 60 × 30 m und die Eisbahn 2 (Freifläche) ist 58 × 28 m groß.

## Geschichte
1878 erfolgte der Bau von Schwimmeisbahnen durch den Eislauf-Verein Augsburger EV im so genannten „Schleifgraben“. Ab 1936 wurden die Eisbahnen durch die Stadt Augsburg zu einem Natureisstadion ausgebaut und schließlich am 5. Januar 1938 eröffnet. Die Zuschauerränge bestanden damals noch aus Erdwällen, deren Steh-Stufen durch Holzbohlen befestigt wurden, und boten bis zu 3000 Zuschauern Platz.
Im Zweiten Weltkrieg wurde das Stadion durch Bomben fast vollständig zerstört, sodass der Spielbetrieb 1944 eingestellt werden musste. 1945 erfolgte die Wiederinbetriebnahme durch den HC Augsburg, die HCA „Yellow Tigers“. Zunächst wurden die Spiele noch auswärts ausgetragen. 1947 war das Stadion am Schleifgraben wieder in Betrieb, jetzt auch mit hölzernen Banden. Die Spielstätte wurde immer noch mit Natureis betrieben, dessen Haltbarkeit für ein komplettes Spiel ein witterungsbedingtes Risiko darstellte.
1962 erfolgte der Einbau der Kühlrohre für den Betrieb mit Kunsteis. Am 2. November 1963 wurde das Stadion als Kunsteisstadion neu eröffnet. Am 1. Januar 1966 wurde schließlich die „Kunsteisbahn 2“ eröffnet.
1971 wurde nach langen Diskussionen die Überdachung der Kunsteisbahn 1 fertiggestellt. Der Förderer war der Augsburger Verleger Curt Frenzel, nach dem das Stadion schließlich 1971 benannt wurde. Die vorgeschriebene Überdachung ermöglichte die Fortführung des Spielbetriebs in der 1. Bundesliga. 1978 wurde das Curt-Frenzel-Stadion generalsaniert, 1998 moderne V.I.P.-Räume geschaffen, sodass dann insgesamt 7774 Zuschauer, davon 1574 auf Sitz-, 6036 auf Stehplätzen und 164 in den V.I.P.-Logen, im Stadion Platz fanden.

## Umbau und Modernisierung
Das Curt-Frenzel-Stadion sollte ursprünglich bis 2012 vollständig zur Halle geschlossen umgebaut werden. Die drei offenen Gebäudeseiten werden dazu mittels einer Stahlkonstruktion geschlossen. Nach einer Machbarkeitsstudie werden die genauen Umbaudetails festgelegt, das Gebäude auf von außen unsichtbare Schäden untersucht sowie die Statik geprüft. Bereits 2008 wurde der Kabinentrakt modernisiert. Die gesamten Umbaukosten wurden auf ungefähr 15 Millionen Euro geschätzt.
Im Oktober 2010 stellte sich nach der Inbetriebnahme einer der neuen Tribünen heraus, dass der Blick der Zuschauer auf die Eisfläche stark eingeschränkt war. Die Tribüne wurde abgerissen und steiler wieder aufgebaut, wodurch Mehrkosten von 2,7 Millionen Euro entstanden.
Im September 2013 wurde nach einem Wechsel des zuständigen Architekturbüros der Umbau des Stadions zu einer Halle abgeschlossen. Neben den Baufehlern sorgten auch die fehlerhafte Beteiligung des Stadtrates an Planungsänderungen und weitere Unregelmäßigkeiten für kommunalpolitische Unruhe.

## Länderspiele
Am 18. Dezember 1964 fand im Rahmen der 1. Runde der Qualifikation zur A-Weltmeisterschaft der Herren ein Länderspiel zwischen Deutschland und der Schweiz statt. Der Endstand war 2:8 (1:2,0:2,1:4). Bis 1999 fanden noch weitere Länderspiele der Nationalmannschaft im Curt-Frenzel-Stadion statt, unter anderem gegen die Teams der Vereinigten Staaten, der Tschechoslowakei sowie Österreichs und der Schweiz.
Vom 27. Dezember 1980 bis 2. Januar 1981 war Augsburg einer der Austragungsorte der 5. U20-Eishockey-Weltmeisterschaft.
Von 2015 bis 2017 fand der Deutschland Cup im Curt-Frenzel-Stadion statt.

## Zuschauerkapazität
Bei Eröffnung fasste das Stadion 8300 Zuschauer, später wurde die Kapazität aus Sicherheitsgründen auf ca. 7000 Plätze reduziert. Seit der Generalsanierung 1978 passten 7774 Zuschauer in das Curt-Frenzel-Stadion, davon 1562 auf Sitz- und 6172 auf Stehplätzen.
Bedingt durch den Umbau zur geschlossenen Halle änderte sich die Zuschauerkapazität seit dem Jahr 2010 beständig. In der Saison 2011/12 bot das CFS aufgrund des Umbaus Platz für ca. 5000 Fans, seit der Saison 2013/14 können 6139 Zuschauer die Spiele der Panther verfolgen. Zur Saison 2019/20 wurde die Zuschauerkapazität auf 6179 erhöht, davon 3493 normale Steh- und 2013 Sitzplätze.

## Galerie

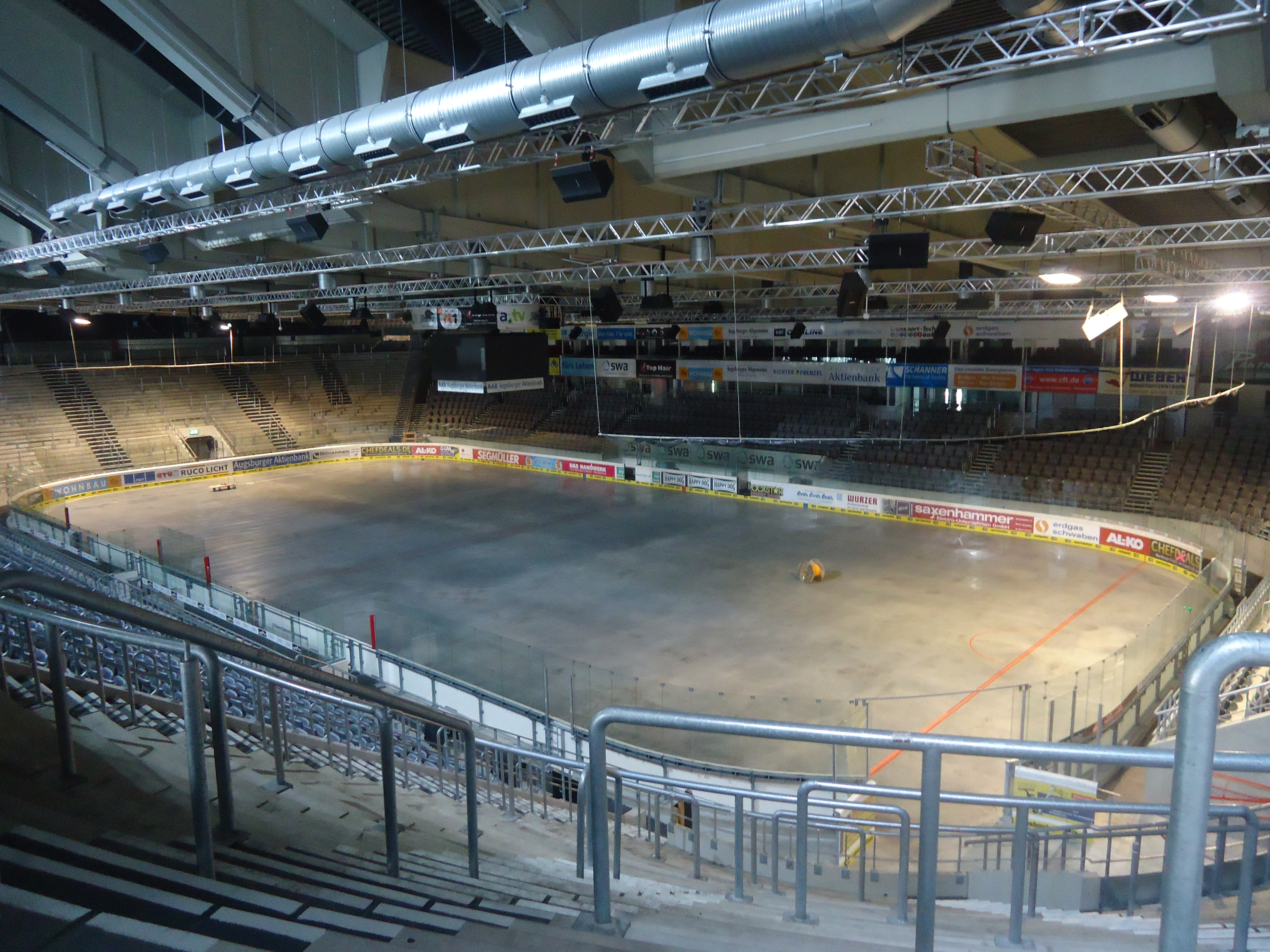
Blick auf die Spielfläche im umgebauten Stadion (2014)
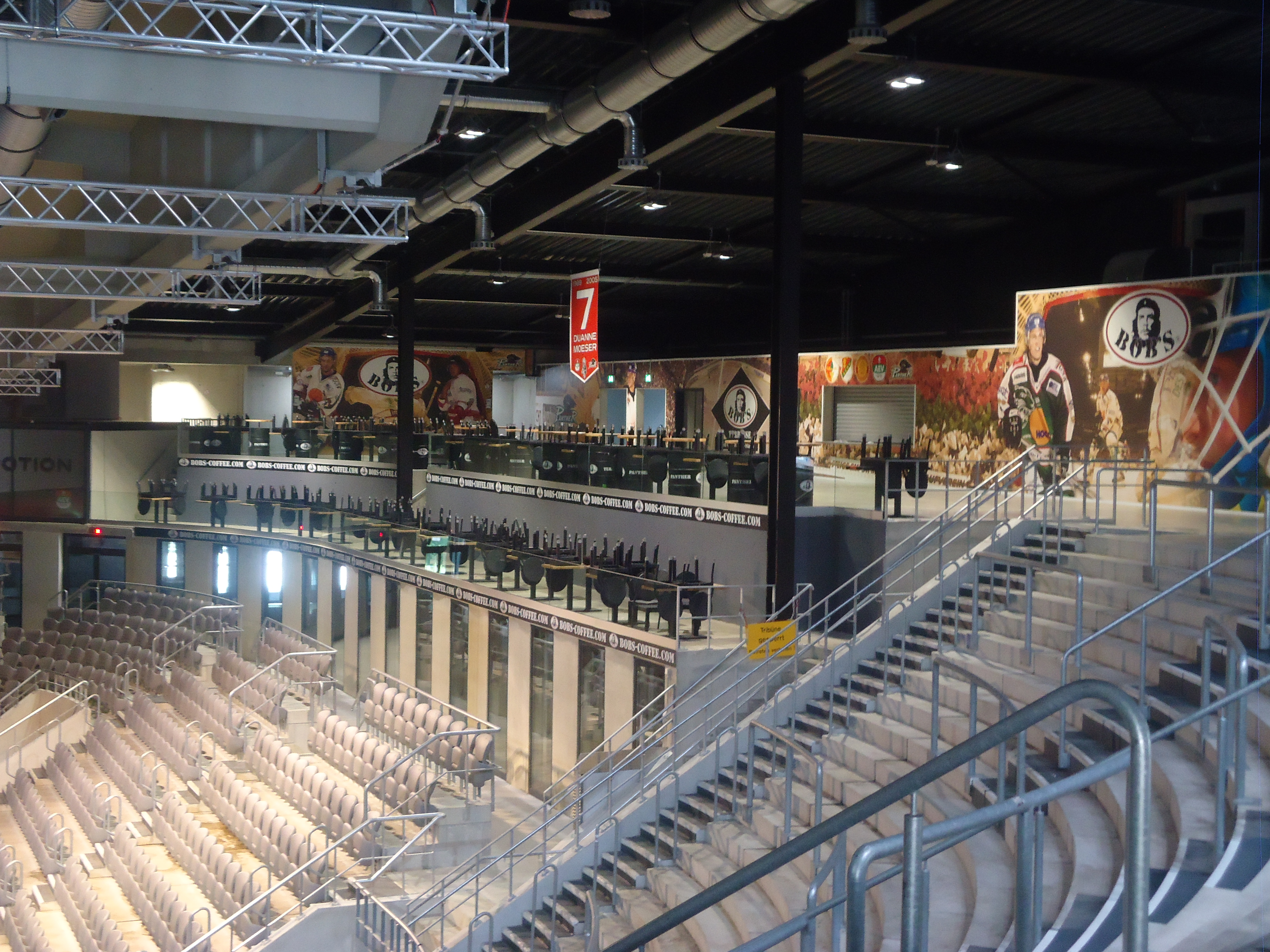
Blick auf die Tribüne nach dem Umbau (2014)
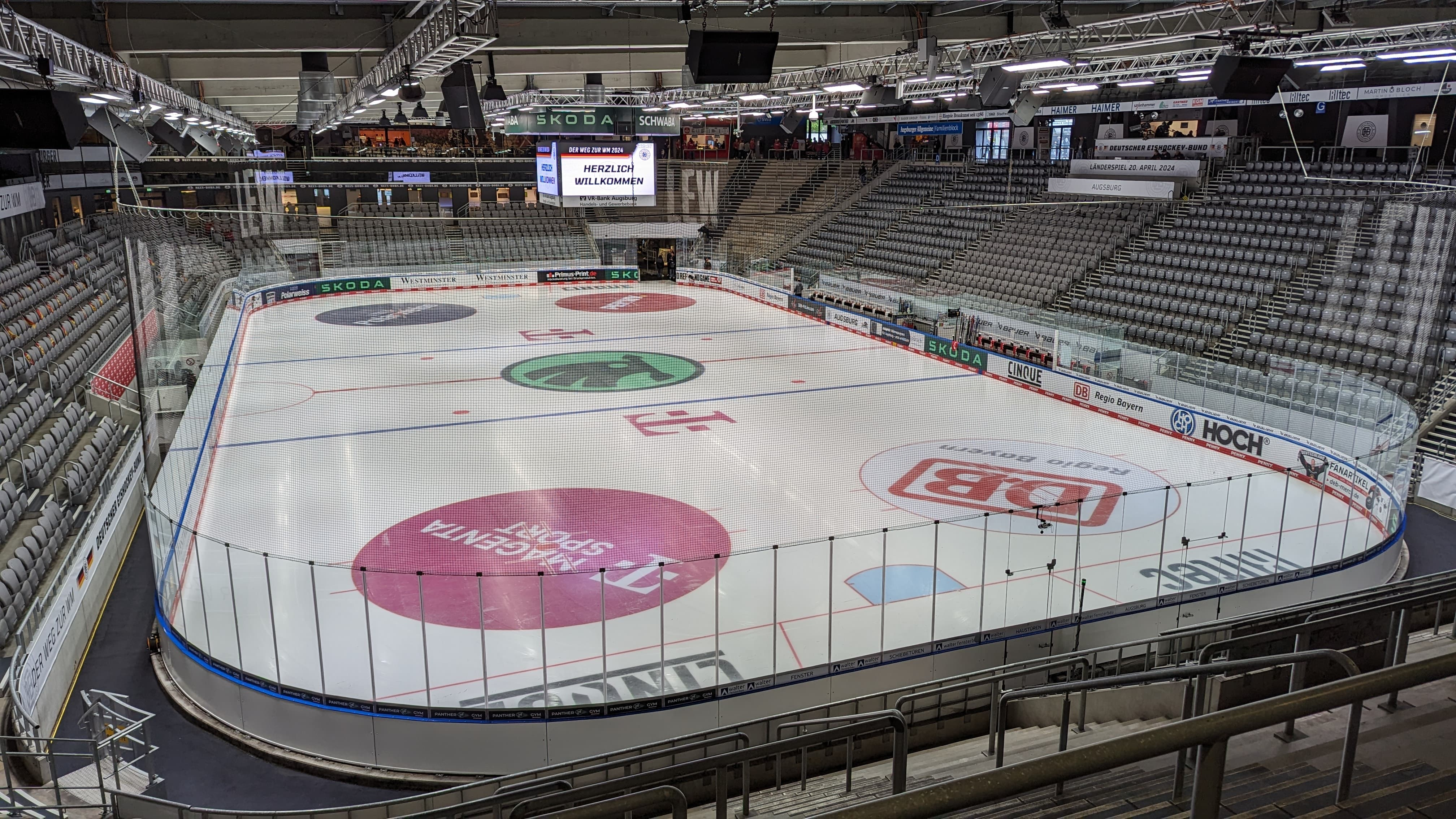
Blick ins Stadion (2024)